# Retkowo (Janowo)
Retkowo (deutsch Rettkowen, 1938 bis 1945 Rettkau (Ostpr.)) ist eine verwaiste Ortsstelle in der polnischen Woiwodschaft Ermland-Masuren. Sie liegt im Gebiet der Landgemeinde Janowo im Powiat Nidzicki (Kreis Neidenburg).
Die Ortsstelle von Rettkowen (vor 1871 Retkowen) erinnert an einen kleinen Ort, der 1710 als ein Schatulldorf gegründet wurde. 1874 wurde das Dorf in den Amtsbezirk Roggen (polnisch Róg) im ostpreußischen Kreis Neidenburg eingegliedert. 176 Einwohner waren 1910 in Rettkowen ansässig, 1933 waren es 177.
Am 3. Juni – amtlich bestätigt am 16. Juli – 1938 wurde Rettkowen aus politisch-ideologischen Gründen der Abwehr fremdländisch klingender Ortsnamen in „Rettkau (Ostpr.)“ umbenannt. Die Einwohnerzahl belief sich 1939 auf 157.
In Kriegsfolge kam das Dorf 1945 mit dem gesamten südlichen Ostpreußen zu Polen und erhielt die polnische Namensform „Retkowo“. In den ersten Nachkriegsjahren wurde es noch besiedelt, dann aber aufgegeben und in das nördlich angrenzende Militärgelände integriert. Der Ort gilt als nicht mehr existent. Die Ortsstelle gehört zur Landgemeinde Janowo im Powiat Nidzicki (Kreis Neidenburg).
Bis 1945 war Rettkowen resp. Rettkau in die evangelische Kirche Muschaken in der Kirchenprovinz Ostpreußen der Kirche der Altpreußischen Union bzw. in die römisch-katholische Kirche Neidenburg eingepfarrt.
Die Ortsstelle von Rettkowen/Rettkau ist heute nur noch über einen unwegsamen Weg von Ulesie (Ulleschen) aus zu erreichen.